# M. A. Anderson
M. A. Anderson (Milford Arthur Andersen) (Chicago, 15 de setembre de 1893 - Los Angeles, 8 de març de 1958) va ser un director de fotografia estatunidenc. Va treballar per a l'estudi Poverty Row Chesterfield Pictures durant la dècada de 1930.

## Filmografia
- 1928: Confessions of a Wife d'Albert Kelley
- 1928:Crashing Through de Thomas Buckingham
- 1928: Fagasa de Raymond Wells
- 1928: Forbidden Grass d'E. M. Eldridge
- 1928: South of Panama de Charles J. Hunt
- 1928: The Adorable Cheat de Burton L. King
- 1928: The House of Shame de Burton L. King
- 1928: The Sky Rider de Alvin J. Neitz
- 1929: Below the Deadline de J. P. McGowan
- 1929: Campus Knights d'Albert Kelley
- 1929: Circumstantial Evidence de Wilfred Noy
- 1929: Just Off Broadway de Frank O'Connor
- 1929: Silent Sentinel d'Alvin J. Neitz
- 1929: The Peacock Fan de Phil Rosen
- 1930: Jazz Cinderella de Percy Pembroke
- 1930: Ladies in Love de Edgar Lewis
- 1930: Lotus Lady de Phil Rosen
- 1930: The Last Dance de Percy Pembroke
- 1930: The Midnight Special de Duke Worne
- 1930: The Phantom of the West de D. Ross Lederman
- 1931: Grief Street de Richard Thorpe
- 1931: Night Life in Reno de Raymond Cannon
- 1931: The Devil Plays de Richard Thorpe
- 1931: The Lady from Nowhere de Richard Thorpe
- 1931: The Lawless Woman de Richard Thorpe
- 1932: Beauty Parlor de Richard Thorpe
- 1932: Cross-Examination de Richard Thorpe
- 1932: Escapade de Richard Thorpe
- 1932: Forbidden Company de Richard Thorpe
- 1932: Midnight Lady de Richard Thorpe
- 1932: Mis à l'épreuve (Probation), de Richard Thorpe
- 1932: Slightly Married de Richard Thorpe
- 1932: Soñadores de la gloria de Miguel Contreras Torres
- 1932: The King Murder de Richard Thorpe
- 1932: The Last Ride de Duke Worne
- 1932: Thrill of Youth de Richard Thorpe
- 1933: A Man of Sentiment de Richard Thorpe
- 1933: By Appointment Only de Frank Strayer
- 1933: Dance Girl Dance de Frank Strayer
- 1933: Forgotten de Richard Thorpe
- 1933: J'ai vécu (I Have Lived) de Richard Thorpe
- 1933: Love Is Like That de Richard Thorpe
- 1933: Notorious but Nice de Richard Thorpe
- 1933: Rainbow Over Broadway de Richard Thorpe
- 1933: Strange People de Richard Thorpe
- 1933: The Secrets of Wu Sin de Richard Thorpe
- 1933: Women Won't Tell de Richard Thorpe
- 1934: City Park de Richard Thorpe
- 1934: Cross Streets de Frank Strayer
- 1934: Fifteen Wives de Frank Strayer
- 1934: Fugitive Road de Frank Strayer
- 1934: Green Eyes de Richard Thorpe
- 1934: In Love with Life de Frank Strayer
- 1934: In the Money de Frank Strayer
- 1934: Murder on the Campus de Richard Thorpe
- 1934: One in a Million de Frank Strayer
- 1934: Stolen Sweets de Richard Thorpe
- 1934: The Curtain Falls de Charles Lamont
- 1934: The Ghost Walks de Frank Strayer
- 1934: The Quitter de Richard Thorpe
- 1934: Twin Husbands de Frank Strayer
- 1935: A Shot in the Dark de Charles Lamont
- 1935: Circumstantial Evidence de Charles Lamont
- 1935: Condemned to Live de Frank Strayer
- 1935: Death from a Distance de Frank Strayer
- 1935: False Pretenses de Charles Lamont
- 1935: Happiness C.O.D. de Charles Lamont
- 1935: Hitch Hike to Heaven de Frank Strayer
- 1935: Port of Lost Dreams de Frank Strayer
- 1935: Public Opinion de Frank Strayer
- 1935: Society Fever de Frank Strayer
- 1935: Sons of Steel de Charles Lamont
- 1935: Symphony of Living de Frank Strayer
- 1935: The Girl Who Came Back de Charles Lamont
- 1935: The Lady in Scarlet de Charles Lamont
- 1935: The World Accuses de Charles Lamont
- 1936: August Week-End de Charles Lamont
- 1936: Below the Deadline de Charles Lamont
- 1936: Brilliant Marriage de Phil Rosen
- 1936: Easy Money de Phil Rosen
- 1936: Ellis Island de Phil Rosen
- 1936: It Couldn't Have Happened (But it Did) de Phil Rosen
- 1936: Lady Luck de Charles Lamont
- 1936: Missing Girls de Phil Rosen
- 1936: Murder at Glen Athol de Frank Strayer
- 1936: Ring Around the Moon de Charles Lamont
- 1936: Tango de Phil Rosen
- 1936: The Bridge of Sighs de Phil Rosen
- 1936: The Dark Hour de Charles Lamont
- 1936: The House of Secrets de Roland Reed
- 1936: The Little Red Schoolhouse de Charles Lamont
- 1936: Three of a Kind de Phil Rosen
- 1937: Red Lights Ahead de Roland Reed
- 1938: Delinquent Parents de Nick Grinde
- 1938: Rebellious Daughters de Jean Yarbrough
- 1938: Slander House de Charles Lamont
- 1946: Betty Co-Ed d'Arthur Dreifuss
- 1947: Border Feud de Ray Taylor
- 1947: West to Glory de Ray Taylor
- 1948: Whirlwind Raiders de Vernon Keays